# Montemarano (stolica tytularna)
Montemarano (łac.  Montis Marani, wł. Montemarano) – stolica historycznej diecezji w Italii erygowanej w roku 1059, a skasowanej w roku 1818. 
Współczesne miasto Montemarano w prowincji Avellino we Włoszech. Obecnie katolickie biskupstwo tytularne ustanowione w 1968 przez papieża Pawła VI. 

## Biskupi tytularni
| Lp. | Biskup                         | Funkcja                                         | Od                | Do              |
| --- | ------------------------------ | ----------------------------------------------- | ----------------- | --------------- |
| 1   | Alejo del Carmen Obelar Colman | wikariusz apostolski Chaco Paraguayo (Paragwaj) | 6 marca 1969      | 30 grudnia 1989 |
| 2   | Salvatore Pennacchio           | nuncjusz apostolski                             | 28 listopada 1998 |                 |